# مجتمع پتروشیمی کرمانشاه
مجتمع پتروشیمی کرمانشاه یک منطقهٔ مسکونی در ایران است که در دهستان چم‌چمال واقع شده‌است. مجتمع پتروشیمی کرمانشاه ۲۷۹ نفر جمعیت دارد.